# Knopin
Knopin (niem. Knopen) – wieś w Polsce położona w województwie warmińsko-mazurskim, w powiecie olsztyńskim, w gminie Dobre Miasto. W latach 1975–1998 miejscowość administracyjnie należała do województwa olsztyńskiego. Wieś znajduje się w historycznym regionie Warmia.

## Historia
Wieś lokowana w 1292 r., kiedy to biskup warmiński Henryk Fleming zapisał ziemię na prawie chełmińskim z obowiązkiem dwóch służb zbrojnych na koniu, na pruskim polu osadniczym zwanym Troben, w komornictwie dobromiejskim, dwóm Prusom, braciom Curnotowi i Santhopowi. Czynsz wyznaczono w wysokości miary żyta i pszenicy od każdego pługa oraz miarę pszenicy od każdej włóki, ponadto dwa funty wosku i dwa denary kolońskie. Pole osadnicze Troben leżało po obu brzegach rzeki Łyny. Nazwa wsi wzięła się od imienia syna Curnota - Knaypana. Początkowo wieś nazywała się Knopen i należała do parafii w Dobrym Mieście.
W 1656 r. we wsi było dwóch sołtysów i 8 chłopów czynszowych. Dokumenty z 1688 r. odnotowały w Knopinie dwóch sołtysów, ośmiu chłopów, ndnowkarza i trzech ludzi starych. W tym czasie wieś miała 28,5 włoki, w tym trzy sołtysie (bez czynszu), jedna gracjalna ((będąca własnością biskupa), 23 czynszowe oraz 2,5 opuszczone. W 1696 r. we wsi mieszkało 98 osób (w tym 52 mężczyzn i 46 kobiet). We wsi było 15 rodzin: dwóch sołtysów, 10 rodzin chłopskich, komornik, wdowa po komorniku oraz pastuch. W 1792 r. we wsi zbudowano murowaną kaplicę.
W 1817 r. we wsi mieszkało 130 osób i było 25 domów. W 1846 w Knopinie było 29 domów i 186 mieszkańców, w tym 7 ewangelików i 179 katolików. Według danych z 1858 r. we wsi było 29 domów z 227 mieszkańcami (wszyscy katolicy). W 1871 r. we wsi były 32 domy i 233 mieszkańców (wszyscy katolicy). W 1095 roku wieś miała 211 mieszkańców, wszyscy wyznania katolickiego. Natomiast w 1925 r. w 32 domach mieszkało 254 osoby (3 ewangelików, 251 katolików). W 1939 r. we wsi mieszkało 222 ludzi.
Po 1945 r. napłynęła nowa ludność, głównie przesiedleńcy z Wileńszczyzny i Rzeszowszczyzny. W miejscowości działało Państwowe Gospodarstwo Rolne Knopin. W 1956 r. wieś została zelektryfikowana. W 1978 r. były tu 32 gospodarstwa rolne, natomiast w 1984 - 34 gospodarstwa. W 1984 r. we wsi mieszkało 321 osób.
W 2010 r. we wsi było 383 mieszkańców, w tym 185 kobiet i 198 mężczyzn. W tym czasie działała szkoła, w której uczyły się dzieci w klasach I-IV. Po zlikwidowaniu szkoły dzieci dojeżdżają do szkoły w Dobrym Mieście.

## Zabytki
- Murowana kaplica z 1792 r., z wyposażeniem typowym dla ludowego baroku.